# The Quantum EP
『the Quantum EP』（ザ・クアンタム・イーピー）は2000年6月28日にリリースされたm-floの7枚目のシングルである。

## 解説
アルバム『Planet Shining』（2000年）からのシングルカット。カップリングの「One Sugar Dream」は雑誌BRUTUSとの共同企画の曲で、お洒落な曲になっている。7月1日発売のBRUTUSには別バージョンの収録されたCDが付録として付いていた。
「Quantum Leap (DJ Watarai Remix)」は原曲と全く異なる雰囲気となっている。またm-floの公式サイトで『The Intergalactic Collection 〜ギャラコレ〜』(2003年) では、曲名が「Quantum Leap Ⅱ」になっている。
カップリング曲の「One Sugar Dream」は『Planet Shining』には未収録であったが、後に発売されたベストアルバム『The Intergalactic Collection 〜ギャラコレ〜』に収録された。さらに『m-flo inside -WORKS BEST II-』(2006年) のディスク2にもRyoheiがヴォーカルとして歌っているバージョンが収録されている（Ryoheiのシングル『you said...』〈2006年)〉のカップリングにも「One Sugar Dream」のカバーが収録されている）。
またリミックスアルバム『EXPO防衛ロボット GRAN SONIK』（2001年） に小西康陽がリミックスを手掛けた「One Sugar Dream [Readymade pot-pourri of the beats] by KONISHI yasuharu」が収録されている。

## 収録曲
1. Quantum Leap
2. One Sugar Dream
BRUTUS 2000.7.1 カフェ特集 テーマソング
3. Quantum Leap (DJ Watarai Remix)
別名『Quantum Leap Ⅱ』
4. Quantum Leap (Instrumental)
5. One Sugar Dream (Instrumental)